# 第一管区海上保安本部
第一管区海上保安本部（だいいちかんくかいじょうほあんほんぶ、英語：1st Regional Coast Guard Headquarters）は、北海道全域を管轄しており、その沿岸海域をはじめ周囲に拡がる太平洋、日本海、オホーツク海を担任水域とし、北方領土も管轄範囲とする海上保安庁の管区海上保安本部の一つで、一管または一管本部と略される。

## 所在地
北海道小樽市港町5番2号（小樽地方合同庁舎内）

## 特徴
8つの海上保安部、8つの海上保安署・分室、3つの航空基地を有する。管轄面積は国内最大である。ロシアとの間に広大な国境海域があり、ロシア国境警備隊による漁船の拿捕・銃撃が頻発していることから、特に宗谷海峡や北方領土周辺海域では、常に警備体制を敷いている。
その一方で、ロシア政府との協力関係も維持しており、サハリン油田開発における海洋汚染防除・麻薬や拳銃密輸の水際阻止などで協力している。また、北海道周辺海域は世界的な好漁場であるため、中国や韓国の漁船が進出し、排他的経済水域内の違法操業や日本が定めた禁漁期に操業するなどのトラブルが多発している。その監視・取り締まり業務、沿岸海域の密漁監視にも力を入れている。
その他、冬期間の流氷監視および砕氷船による航路啓開、函館航空基地所属ヘリによる奥尻島のヘリコプター救急、津軽海峡や泊発電所周辺海域における警備業務、北海道周辺(特に北太平洋)の広大な沖合海域におけるSAR協定に基づく捜索・救難業務なども、第一管区の大きな仕事である。

## 一管関連年表
- 1948年（昭和23年）5月1日　海上保安庁発足と同時に小樽海上保安本部として設置。管轄地域は北海道および周辺海域。
- 1950年6月1日　第一管区海上保安本部に改編。
- 1953年8月8日　ラズエズノイ号事件発生。領海侵犯したソ連船を銃撃戦の上、拿捕。
- 1953年10月1日　「函館航空基地」を開設。小樽海上保安部稚内警備救難署が「稚内海上保安部」に昇格。
- 1954年9月26日　函館沖にて、洞爺丸事故発生。
- 1956年　日ソ海難救助協定に署名・発効。
- 1963年4月1日　釧路海上保安部根室海上保安署が「根室海上保安部」に昇格。
- 1965年4月1日　小樽海上保安部留萌海上保安署が「留萌海上保安部」に昇格。
- 1966年5月　第十一進洋丸事件。国後島沖で、漁船・第十一進洋丸がソ連艇と接触、死亡事故発生、ソ連側に拿捕される。
- 1967年　「千歳航空基地」を開設。
- 1978年10月　「釧路航空基地」を開設。
- 1990年8月28日　サハリン・ユジノサハリンスク空港までコンスタンチン君の救助飛行を実施。
- 2022年4月23日　知床遊覧船沈没事故発生。

## 組織
- 第一管区海上保安本部（小樽市）
  - 小樽海上保安部（小樽市）
  - 函館海上保安部（函館市）
    - 江差海上保安署（檜山郡江差町）
    - 瀬棚海上保安署（久遠郡せたな町）

  - 室蘭海上保安部（室蘭市）
    - 苫小牧海上保安署（苫小牧市）
    - 浦河海上保安署（浦河郡浦河町）

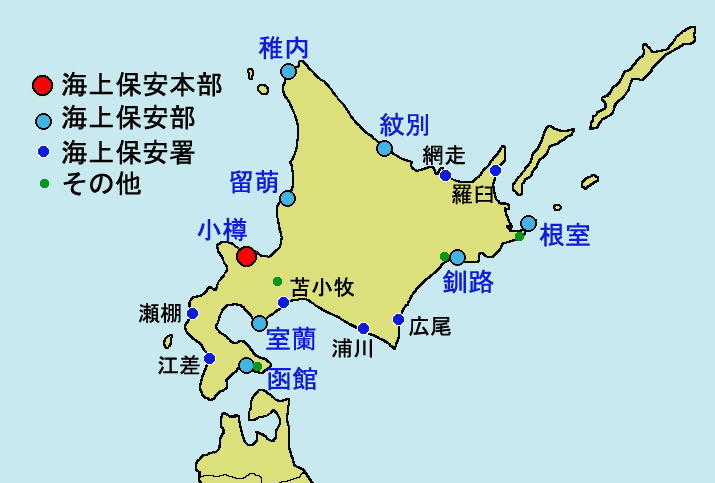
第一管区

  - 釧路海上保安部（釧路市）管轄エリアは国内最大面積
    - 広尾海上保安署（広尾郡広尾町）

  - 留萌海上保安部（留萌市）
  - 稚内海上保安部（稚内市）
  - 紋別海上保安部（紋別市）
    - 網走海上保安署（網走市）

  - 根室海上保安部（根室市）
    - 花咲分室（根室市）
    - 羅臼海上保安署（目梨郡羅臼町）

  - 千歳航空基地（千歳市）
  - 函館航空基地（函館市）
  - 釧路航空基地（釧路市）

### 廃止された事務所
- 十勝太ロラン航路標識事務所（十勝郡浦幌町）

## 所属船艇・航空機

### 巡視船・巡視艇
合計：37隻
- PLH ヘリコプター搭載大型巡視船：2隻
- PL 大型巡視船：5隻
- PM 中型巡視船：10隻
- PS 小型巡視船：3隻
- PC 大型巡視艇：5隻
- CL 小型巡視艇：12隻

| 所属           | 所属           | 巡視船           | 巡視船            | 巡視船            | 巡視艇                            | 巡視艇            | その他                          |
| 所属           | 所属           | PLH / PL         | PM                | PS                | PC                                | CL                | その他                          |
| -------------- | -------------- | ---------------- | ----------------- | ----------------- | --------------------------------- | ----------------- | ------------------------------- |
| 函館海上保安部 | 函館海上保安部 | つがる（PLH02）  | おくしり（PM39）  |                   | ゆきぐも（PC117）                 | すずらん（CL170） |                                 |
|                | 江差署         |                  |                   | かむい（PS41）    |                                   |                   |                                 |
| 瀬棚署         |                |                  |                   |                   | あかしあ（CL97）                  |                   |                                 |
| 小樽海上保安部 | 小樽海上保安部 | しれとこ（PL65） | ほろべつ（PM98）  |                   |                                   | すずかぜ（CL143） |                                 |
| 小樽海上保安部 | 小樽海上保安部 | えさん（PL89）   | ほろべつ（PM98）  | やぐるま（CL120） |                                   |                   |                                 |
| 室蘭海上保安部 | 室蘭海上保安部 | れぶん（PL72）   |                   |                   |                                   | えぞかぜ（CL167） | 監視取締艇 ぽおらすたあ（SS36） |
| 室蘭海上保安部 | 室蘭海上保安部 | れぶん（PL72）   | こざくら（CL166） |                   |                                   |                   | 監視取締艇 ぽおらすたあ（SS36） |
| 室蘭海上保安部 | 室蘭海上保安部 | れぶん（PL72）   | ちよかぜ（CL171） |                   |                                   |                   | 監視取締艇 ぽおらすたあ（SS36） |
|                | 苫小牧署       |                  |                   |                   | 消防機能強化型 りゅうせい（PC56） | とまかぜ（CL18）  |                                 |
| 浦河署         |                |                  |                   | うらづき（PC103） |                                   |                   |                                 |
| 釧路海上保安部 | 釧路海上保安部 | そうや（PLH01）  | いしかり（PM52）  |                   |                                   | あさかぜ（CL172） |                                 |
| 釧路海上保安部 | 釧路海上保安部 | えりも（PL02）   | いしかり（PM52）  |                   |                                   | あさかぜ（CL172） |                                 |
|                | 広尾署         |                  | とかち（PM53）    |                   |                                   |                   |                                 |
| 留萌海上保安部 | 留萌海上保安部 |                  | ちとせ（PM59）    |                   |                                   | はまなす（CL96）  |                                 |
| 稚内海上保安部 | 稚内海上保安部 | りしり（PL11）   | もとうら（PM12）  |                   |                                   | きたかぜ（CL76）  |                                 |
| 紋別海上保安部 | 紋別海上保安部 | だいせつ（PL61） | そらち（PM57）    |                   |                                   |                   |                                 |
|                | 網走署         |                  | ゆうばり（PM11）  |                   |                                   |                   |                                 |
| 根室海上保安部 | 根室海上保安部 |                  | くなしり（PM37）  | さろま（PS02）    | きたぐも（PC118）                 |                   |                                 |
| 根室海上保安部 | 根室海上保安部 | かりば（PS08）   | くなしり（PM37）  |                   | きたぐも（PC118）                 |                   |                                 |
|                | 花咲分室       |                  |                   |                   |                                   | ゆきかぜ（CL81）  |                                 |
| 羅臼署         |                | てしお（PM15）   |                   | かわぎり（PC120） |                                   |                   |                                 |

#### 航空機
一管は固定翼機3機、回転翼機7機を保有している。
| 所属                           | 機型番号 + 通称 | 機型番号 + 通称 | 機体記号 | 機種                      |
| ------------------------------ | --------------- | --------------- | -------- | ------------------------- |
| 函館海上保安部（つがる搭載機） | MH919           | はいたか        | JA919A   | シコルスキー S-76D        |
| 釧路海上保安部（そうや搭載機） | MH922           | せきれい        | JA922B   | シコルスキー S-76D        |
| 千歳航空基地                   | MA723           | おおわし1号     | JA723A   | ボンバルディア DHC-8 Q300 |
| 千歳航空基地                   | MA724           | おおわし2号     | JA724A   | ボンバルディア DHC-8 Q300 |
| 千歳航空基地                   | MA727           | おおわし3号     | JA727A   | ボンバルディア DHC-8 Q300 |
| 函館航空基地                   | MH913           | くまたか2号     | JA913A   | シコルスキー S-76D        |
| 函館航空基地                   | MH980           | くまたか        | JA980A   | アグスタ AW139            |
| 釧路航空基地                   | MH904           | しまふくろう2号 | JA904A   | シコルスキー S-76C        |
| 釧路航空基地                   | MH909           | しまふくろう    | JA909A   | シコルスキー S-76C        |
| 釧路航空基地                   | MH910           | しまふくろう    | JA910A   | シコルスキー S-76D        |